# Sargassohavet
Sargassohavet er en del af Atlanterhavet. Havet er kendt for at være det eneste sted, hvor ål yngler. Det ligger ud for Nordamerika.